# Џери Спрингер
Џери Спрингер (енгл. Jerry Springer; Лондон, 13. фебруар 1944 — Чикаго, 27. април 2023) био је амерички телевизијски водитељ, продуцент, глумац и политичар.
Био је градоначелник Синсинатија од 1. јануара 1977. до 1. јануара 1978. године.

## Ране године и лични живот
Џери Спрингер је рођен 13. фебруара 1944. у Лондону од породице Марго и Ричарда Спрингера, Јевреја немачког порекла који су емигрирали из Немачке у Британију 1939. због страха од нацистичког прогона. Џери се 1949. године преселио у Сједињене Америчке Државе са родитељима и сестром и провео детињство у њујоршкој области Квинс. Дипломирао је политику и политичке науке на Универзитету Тулејн 1965. године и дипломирао на Универзитету Нортвестерн 1968. године (смер правосуђе). Спрингер је 1973. године оженио Мики Велтон, а њихова ћерка Кејти је рођена 1976. године.
Спрингер је 1982. године постао политички колумниста за Ен-би-сијев ВЛВТ. У року од неколико година, његов програм постао је један од најпопуларнијих у граду, али Спрингеров прави успех долази када покреће сопствену емисију.

## Телевизија и филм
Прва епизода емисије Џери Спрингер емитује се 30. септембра 1991. године. У почетку је пројекат позициониран као озбиљан програм о политици, али након три године Спрингер и нови продуцент Ричард Доминик одлучују да промене формат како би привукли широку публику. Од тада, главни ликови емисије су гости који желе да разговарају о својим личним проблемима. Програм почиње да покрива скандалозне теме као што су прељуба, инцест, бестијалност, педофилија, проституција, порнографија, хомофобија, расизам, фетишизам и тако даље. Међу гостима се стално дешавају окршаји, који често прерасту у тучу, па је на сету увек неколико чувара. Програм је стекао огромну популарност: током двадесет година емитовано је скоро четири хиљаде епизода, а слични пројекти су се појавили на многим каналима у различитим земљама. Истовремено, Џери Спрингер шоу је редовно критикован због грубости и насиља и оптуживан за лош укус и низак интелектуални ниво. Магазин „ТВ водич” га је чак назвао најгорим ТВ програмом свих времена.
Поред свог ток-шоуа, Спрингер је водио и друге програме на телевизији и радију. Поред тога, више пута је глумио у филмовима (често се појављивао у улози себе) као што су Остин Пауерс: Шпијун који ме је шагао, Претварај се пољубац, Домино, Шаркторнадо 3, Ожењен... са децом, Досије Икс и Вештица тинејџерка Сабрина.
Године 2004. и 2005. улогу Спрингера у мјузиклу и ТВ филму „Џери Спрингер: Опера” играо је глумац и певач Дејвид Соул.

## Смрт
Преминуо је 27. априла 2023. године у Чикагу. Сахрањен је на гробљу Меморијал парк у Скокију.